# حصار تبليسي (1122)
حصار تبليسي (بالجورجية: თბილისის შემოერთება) كان حصارًا في شباط 1122، قاده داود الرابع ضد إمارة تبليسي، التي تأسست بفضل الفتوحات الإسلامية قبل أربعة قرون. وبعد نجاح الحصار وغزو تبليسي، شكلت حملة داود بداية النهاية للحكم العربي في جورجيا؛ حيث واصل الجيش الجورجي استعادة بقية المنطقة وحقق نصرًا حاسمًا في الحروب الجورجية السلجوقية. كما سمح انهيار إمارة تبليسي لمملكة جورجيا بالتنافس على الأراضي داخل بقية الإمبراطورية السلجوقية الضعيفة، مما وضع الأساس الحاسم للعصر الذهبي الجورجي.

## الخلفية

جورجيا بعد الغزو الأموي لجورجيا.

تأسست إمارة تبليسي عام 736م إثر الغزو الأموي لجورجيا، الذي تمكن من احتلال مدينة تبليسي وضواحيها من حامليها السابقين: إمارة أيبيريا. ظلت الإمارة تحت سيطرة السلالات المسلمة العربية طيلة القرون التالية على الرغم من المحاولات الجورجية الفاشلة في عهد الملك باغرات الرابع لاستعادة عاصمتها.
في عام 1062، أصبحت تبليسي تحت حكم مجلس المدينة الذي كان يتألف في معظمه من الرهبان، حتى استعادها ألب أرسلان بعد ست سنوات، خلال الغزو التركي الكبير. وفي عام 1080، استعاد مجلس المدينة السيطرة في فترة ضعف سلطة الأمراء.
إن هزيمة الإمبراطورية السلجوقية في معركة ديدجوري في آب 1121 سمحت للملك داود الرابع بغزو القوقاز الذي أصبح جُله تحت سلطة المسلمين إما من خلال اعتناق السكان للإسلام كما حدث في دربند (الواقعة في روسيا اليوم) أو حكمه المسلمون، وقد كان هذا حاله منذ عدة قرون. ووجد خصوم جورجيا أنفسهم مهزومين بشكل حاسم، مما منعهم من الرد على التقدم المسيحي الشمالي، وكان هذا أيضًا بسبب استعار الحروب الصليبية في غرب العالم التركي. ومع ذلك، كان لا يزال هناك جيب إسلامي أخير داخل المملكة الجورجية، وهو جيب فقد كل علاقاته مع الدول الإسلامية الأخرى منذ بداية غزوات الملك داود (يُسمى ديفيد أيضًا)، وسقط بعد فترة قصيرة.

## الحصار
في يونيو/حزيران 1121، حاصر داود الرابع مدينة تبليسي، لكنه اكتفى بالولاء الرسمي مع دفع الجزية السنوية، في ضوء الحرب القادمة ضد الغزاة الأتراك. وبعد هزيمة السلاجقة، ركز داود على الاستيلاء على تبليسي منذ بداية عام 1122. حاولت المدينة المقاومة، لكن الضربات العسكرية الجورجية كانت قوية لدرجة أنه لم يعد هناك جدوى من الاستمرار في القتال. كما أن الحصار وضع السكان في أوقات صعبة. قرر حكام تبليسي التفاوض مع الملك، حيث أرسلوا سفراء إلى داود وطلبوا منه الهدنة، لكن قرار الملك كان حاسمًا حيث كان على تبليسي أن تخضع للحكومة المركزية، فرفض داود التفاوض مع السفراء. بعد حصار قصير، في منتصف شباط 1122، قام الملك، ربما برفقة القائد إيفان أوربيلي، بشن هجوم حاسم واستولى على المدينة بعد مذبحة قصيرة.

## العواقب

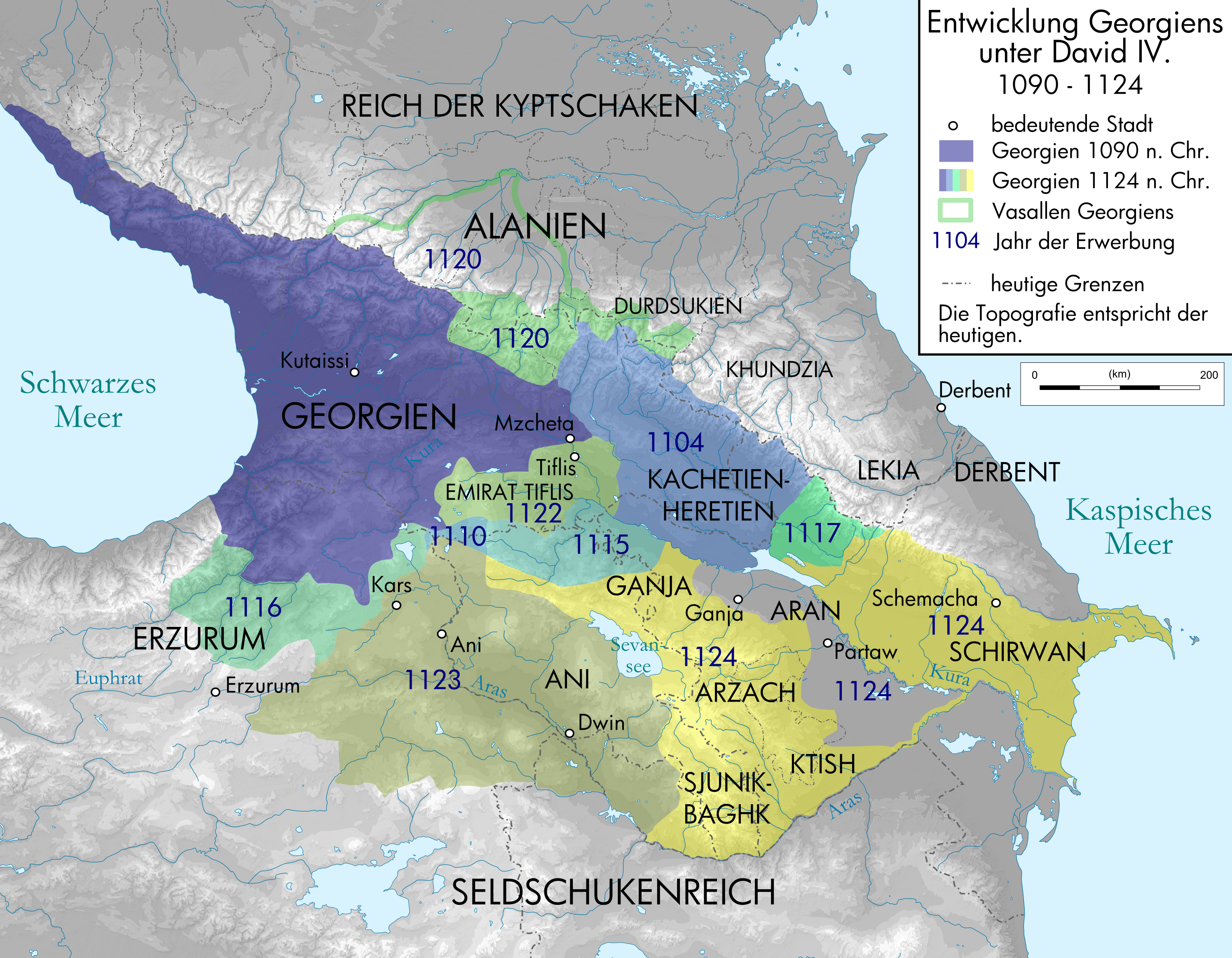
توسع مملكة جورجيا في عهد داود الرابع.

أظهر داود قسوة شديدة تجاه السكان والمسلمين، حيث قتل العديد منهم، وقد ورد أنه وضع 500 عربي على عمود مسنن وعذّبهم حتى الموت، ودمر المساجد وكل شيء من علامات الإسلام في جورجيا،. وفقًا للمؤرخ العربي بدر الدين العيني في القرن الخامس عشر، والذي يستخدم مصادر لم ينجُ بعضها، يعترف بأن المدينة تعرضت لنهب غير مسبوق وأظهر داود قسوةً لم يعهدها أهل المنطقة من أي حاكم مسلم. كان داود رجلًا متعلمًا جيدًا، وبمجرد انتهاء الغزو دعا إلى التسامح، وألغى الضرائب.
وبعد الاستيلاء على المدينة، نقل داود العاصمة من كوتايسي إلى تبليسي، وبالتالي أعاد الأخيرة إلى الوضع الذي كانت عليه قبل الفتح الإسلامي في القرن السابع. ويضمن تعافي تبليسي التجديد الثقافي في المدينة، حيث اهتم بتنصير المباني الدينية فيها. كما بنى داود العديد من القصور النبيلة والمراكز الثقافية، مثل قصر مهم بني خصيصًا ليكون مكانًا للدراسة والإلهام للشعراء المسلمين الباقين الذي احتاجهم لتعمير المنطقة. لكن الوضع في المدينة لم يهدأ بعد. وفي السنوات التالية، وقعت عدة اشتباكات دامية بين السكان المسلمين والحاشية الحاكمة المسيحية، وحتى السلطة الملكية فشلت في تهدئة الخلافات. وفي الوقت نفسه، قرر داود الرابع الحفاظ على بعض مؤسسات إمارة تبليسي السابقة. وبذلك ظل منصب الأمير قائمًا، ولكن بصفته حاكمًا للمدينة، حتى القرن الثامن عشر حيث أُلغي.
ورغم هذا الغزو، فإن الجيب الإسلامي، الذي تقلصت أراضيه بشكل كبير بعد خسارة مركزه الإداري، ظل قائمًا في وسط المملكة الجورجية. وأخيرًا، قرر داود الرابع القضاء على وجود هذه الدولة وسكانها، وذلك بعد أن "حسم شؤون البلاد". وفي آذار 1124، تمكن من مهاجمة آخر معاقل المسلمين في جورجيا، وهي مدينة دمانيسي، والتي استولى عليها بعد قتال قصير جعل المدينة أطلالًا، وبالتالي وحّد جورجيا.